# Genowefa Sadalska
Genowefa Sadalska (ur. 27 grudnia 1939 w Poznaniu, zm. 5 lipca 2002 tamże) – polska germanistka i skandynawistka, profesor Uniwersytetu Jagiellońskiego i Uniwersytetu im. Adama Mickiewicza w Poznaniu.

## Kariera naukowa
W latach 1957–1962 studiowała germanistykę na Uniwersytecie im. Adama Mickiewicza w Poznaniu. Pracę magisterską pod tytułem: "Historische Betrachung der Stammsilbenvokale der Iura Pretenorum", napisała pod kierunkiem prof. Ludwika Zabrockiego. W 1971 roku na tej samej uczelni obroniła pracę doktorską „Rozwój konsonantyzmu szwedzkiego z punktu widzenia usilenia i lenicy. Studium porównawcze”, napisaną pod opieką prof. Aleksandra Szulca. W czasie studiów przebywała na stypendiach badawczych na Uniwersytecie w Uppsali.
W latach 1977–1998 była kierownikiem Zakładu Filologii Szwedzkiej Uniwersytetu Jagiellońskiego w Krakowie. 24 października 1994 roku otrzymała stopień doktora habilitowanego na podstawie rozprawy "Tidskategorin i svenskan". Od 1998 roku aż do śmierci była zatrudniona jako profesor w Instytucie Językoznawstwa Uniwersytetu im. Adama Mickiewicza w Poznaniu.
Do zainteresowań badawczych Genowefy Sadalskiej należały przede wszystkim: fonologia i fonetyka, gramatyka kontrastywna polsko-szwedzka, kategoria czasu i określoności w językach szwedzkim i polskim.

## Przekłady
Genowefa Sadalska była współautorką polskiego przekładu scenariusza filmu Persona reż. Ingmar Begrman, wyd. Wydawnictwo Artystyczne i Filmowe w Warszawie, 1984.